# Duas Caras (cantor)
Hermínio Chissano (Maputo, agosto de 1978) mais conhecido como Duas Caras  ( cara boss ) é um rapper moçambicano.

## Biografia
Hermínio Chissano também conhecido por Duas Caras é um rapper moçambicano nascido em 1978 no bairro do Aeroporto, na periferia da cidade Maputo, onde começou a dropar nos meados dos anos 90. Na adolescência apaixonou-se pelo Rap, tendo o americano Jay-Z como ídolo.
Enquanto jovem, sempre sereno e introvertido, decidiu desabafar e expressar-se criativa-mente através do rap. Começou em 1997 e com Denny OG, Dj Damost, Stuped Man e N´Star formou o agrupamento “Tropas do Futuro”. Depois que o grupo se desintegrou formou a Gpro com Djo e Cem Paus (ex-Stuped Man). Em 2003, o agrupamento lançou de forma independente o álbum “Um passo em frente”, no qual Duas Caras mostrou uma linha de RAP consciente e educativa que muitos não conheciam. Com rimas elaboradas cheias de metáforas refinadas e duplos sentidos, “Um passo em frente” trouxe para o Hip Hop Moz um liricista de nobre distinção.
Depois de dois anos a percorrer o país do Rovuma ao Maputo, a cantar em recintos super lotados de jovens ávidos de ver de perto os rapazes do “País da Marrabenta”, de aclamações nacionais e internacionais, Duas Caras interrompe a sua ligação à GPRO(Fam).
Foram vários os motivos que levaram a decisão entre Duas Caras e a GPRO, mas quem na verdade sofreu com essa ruptura foram os fãs  do grupo (e do artista) e o Hip Hop moçambicano. Meses volvidos, Duas Caras junta-se ao projecto Extaka Zero onde adopta a alcunha de Xkopeta. Com N´Star e Jay Pee lança o álbum “Do Rovuma ao Maputo”, uma fusão de ritmos (vulgo pandza/dzukuta em Moçambique) com rap.
O CD é um sucesso (de vendas e espectáculos), porém, o Tio Duas “perdeu” alguma admiração por parte de alguns dos seus admiradores que o acusavam de ter traído o rap.
Em 2006 é anunciado o seu regresso a GPRO para satisfação dos fãs, e o som de regresso “De volta a casa”, é cantado e entoado em todos os circuitos de rap.
Envolto em alguma polémica, lança “Sujo Sujo”, uma resposta a aqueles que o chamavam de traidor da camisola que sempre vestiu. Seguiram-se “Cú Gordo”, “Dzukupandza” ,“1º freestyle do ano” e “Presidência Aberta”, este último concebido para o projecto Gpro Mixtape.
Duas Caras abandonou a Gpro mais uma vez, tendo lançado um single de forma independente nesse período, mas voltou pouco depois, onde volta a ser o principal artista ao lado do Trez Agah
Em 2015 laçou o single "Dinda" ao lado do cantor Twenty Fingers
Em 2018 lançou o EP Duditos Way (O Homem Que Chegava Tarde). O título é inspirado num filme norte-americano Carlito’s Way, dirigido por Brian de Palma.
Em Dezembro de 2020 sai o seu primeiro álbum de estúdio, intitulado Djundava.
Em Março de 2022 lançou um EP intitulado Afromatic  com um total de 6 faixas, do qual saiu como o primeiro single LOCKDOWN, que estreou em 3 de Fevereiro, logo em seguida lançou PANTHERA com o rapper Azagaia e o cantor Ras Haitrm em 3 de Março.

## Discografia
Álbuns de estúdio
- Djundava (2020)

###### EPs
- Afromatic (2022)

Álbuns Colaborativos
- (2004) Um Passo Em Frente - CD
- (2006) Do Rovuma ao Maputo – Extaka Zero
- (2009) Mixtape da GPro - Mixtape
- (2009) Kara Boss - Single
- (2010) Na Linha da Frente - CD
- (2011) Tondje Mcee - EP

- (2012) Forever - Single

- (2013) Foreva - CD
- (2017) Duditos Way - EP

### Sigles
| Ano  | Titulo                                                                                                 | Compilação                 |
| ---- | --- | -------------------------- |
| 2024 | Fala como Homem                                                                                        |                            |
| 2022 | PANTHERA (Com Azagaia e Ras Haitrm)                                                                    | Afromatic                  |
| 2022 | LOCKDOWN                                                                                               | Afromatic                  |
| 2020 | Djundava                                                                                               | Djundava                   |
| 2020 | Gueime                                                                                                 | Djundava                   |
| 2018 | Melanina (Com G2 e Tulé)                                                                               | Geração De Ouro Moçambique |
| 2017 | Vale Do Rei (Com G2)                                                                                   | Duditos Way                |
| 2016 | Takdir "Remix"                                                                                         |                            |
| 2016 | Garfield The Goyt                                                                                      |                            |
| 2010 | Góia "Remix" (Com Hernâni Da Silva, Trez Agah & Ace Nells)                                             |                            |
| 2010 | Góia (Com Trez Agah & Ace Nells)                                                                       |                            |
| 2011 | Charles (Com Rui Michel)                                                                               | Tongje Mcee                |
| 2015 | Dinda (Com Twenty Fingers)                                                                             |                            |
| 2012 | Apocalipse (Com Flash Enccy)                                                                           |                            |
| 2008 | Cú Gordo                                                                                               |                            |
|      | 1º Freestyle Do Ano                                                                                    |                            |
| 2010 | KaraBoss "Remix" (Com G2, Kloro, Sam The Kid, Mister K, Lay Lizzy, Trez Agah, Valete, Sem Paus & Suky) | Na Linha Da Frente         |
|      | KaraBoss (Com G2)                                                                                      |                            |
| 2009 | Presidência Aberta                                                                                     | GPRO - Mixtape Vol.1       |
|      | Sujo Sujo                                                                                              |                            |
|      | A Tua Dama "Remix" (Com N´Star)                                                                        |                            |
|      | Maputo                                                                                                 | O Ultimo Samurai Vol. 2    |
| 2010 | SMS (Com G2)                                                                                           | Na Linha Da Frente         |
|      | Underground - (Com N'Star & JP-Estaca Zero)                                                            |                            |
|      | Putos Matrecos                                                                                         |                            |
|      | Bizo                                                                                                   |                            |
| 2011 | Tongje Mcee                                                                                            | Tongje Mcee                |
|      | Geração TV (Com Sam The Kid)                                                                           |                            |
| 2012 | Frank Lucas                                                                                            | Contra Cultura - Mixtape   |
| 2013 | Blue Magic                                                                                             | Forever                    |
|      | De Volta A Casa                                                                                        |                            |
|      | DzukuPandza (Com Sem Paus)                                                                             |                            |
| 2011 | Talhe Da Foice                                                                                         | Tongje Mcee                |

| Ano  | Titulo                                                                             | Compilação                 |
| ---- | ---------------------------------------------------------------------------------- | -------------------------- |
| 2018 | O Teu Corpo é Meu Hospício (Com G2)                                                | Geração De Ouro Moçambique |
| 2018 | Sou Do Guetto (Com Duas Bocas)                                                     |                            |
| 2017 | Hip-Hop (Com Eva Rap Diva, Reptile & Fabious)                                      | Eva                        |
| 2016 | 1B (Com Bander & Dygo Boy Jurus)                                                   |                            |
| 2016 | 90 Graus (Com Imo Cabir & Sidof)                                                   |                            |
| 2015 | Killa Rappers (Com Kay Real & Kalash )                                             |                            |
| 2017 | Tchova (Com Eye Vee)                                                               |                            |
| 2015 | Altos e Baixos (Com Dice)                                                          |                            |
| 2015 | Superman (Com Hayru)                                                               |                            |
| 2014 | Vencedor (Com Dmage Mc & Larah)                                                    |                            |
| 2015 | A Va Vassati Va Loya (Com Zigo, Mr Kuka, Hernâni Da Silva & Dice)                  |                            |
| 2016 | Camisola 10 "Remix" ( Com Dj Asnepas, Flash Enccy & Azagaia)                       |                            |
| 2016 | Camisola 10 ( Com Dj Asnepas)                                                      |                            |
| 2011 | Bangalala "Remix" (Com Trez Agah, A-small, Armadu, Bala de Prata, Sem Paus & Suky) |                            |

## Prémios e indicações

### Mozambique Music Awards(MMA)
A Mozambique Music Awards são prémios anuais apresentados pela BCI para reconhecer a realização excepcional na indústria da música moçambicana.
| Ano  | Trabalho                   | Prémio                    | Resultado | Ref.   |
| ---- | -------------------------- | ------------------------- | --------- | ------ |
| 2010 | Kara Boss                  | Melhor Rap                | Venceu    |        |
| 2012 | Charles (Com Rui Michel)   | Melhor Música Hip-Hop/Rap | Indicado  |        |
| 2013 | Blue Magic                 | Melhor Música Hip-Hop/Rap | Venceu    |        |
| 2014 | Blue Magic                 | Melhor Vídeo de Música    | Indicado  | [ 12 ] |
| 2015 | Dinda (Com Twenty Fingers) | Melhor Musica Hip-Hop     | Indicado  |        |
| 2015 | Programa Hipertensão       | Melhor Programa de Rádio  | Venceu    | [ 13 ] |